# Пельмес
Пельмес — река в России, протекает в Усольском районе Пермского края. Устье реки находится в 31 км по левому берегу реки Кондас. Длина реки составляет 12 км.
Исток реки в лесном массиве на границе с Соликамским районом в 4 км к северо-востоку от деревни Левино. Река течёт на юг, всё течение кроме устья проходит по ненаселённому лесу среди холмов. Впадает в Кондас в деревне Овиново.

## Данные водного реестра
По данным государственного водного реестра России относится к Камскому бассейновому округу, водохозяйственный участок реки — Кама от города Березники до Камского гидроузла, без реки Косьва (от истока до Широковского гидроузла), Чусовая и Сылва, речной подбассейн реки — бассейны притоков Камы до впадения Белой. Речной бассейн реки — Кама.
По данным геоинформационной системы водохозяйственного районирования территории РФ, подготовленной Федеральным агентством водных ресурсов:
- Код водного объекта в государственном водном реестре — 10010100912111100007628
- Код по гидрологической изученности (ГИ) — 111100762
- Код бассейна — 10.01.01.009
- Номер тома по ГИ — 11
- Выпуск по ГИ — 1